# Факундо Ронкалья
Факундо Ронкалья (ісп. Facundo Roncaglia, нар. 10 лютого 1987, Чахарі) — аргентинський футболіст, захисник.
Виступав, зокрема, за клуби «Бока Хуніорс» та «Фіорентина», а також національну збірну Аргентини.

## Клубна кар'єра
Народився 10 лютого 1987 року в місті Каяр. Вихованець футбольної школи клубу «Бока Хуніорс», за який дебютував 21 жовтня 2007 року у виїзному матчі проти «Естудьянтеса». Також він допоміг клубу з Буенос-Айреса виграти Апертуру 2008 року.
27 липня 2009 року було досягнуто угоду про річну оренду аргентинського захисника в іспанський «Еспаньйол», в який тоді ж прийшов на посаду тренера його співвітчизник Маурісіо Почеттіно і одноклубник по «Боці» уругваєць Хуан Форлін. По завершенні оренди іспанський клуб вирішив не викуповувати контракт гравці і футболіст на правах оренди відправився в «Естудьянтес», з яким виграв Апертуру 2010.
Повернувшись до рідної «Боки» Ронкалья виграв Апертуру 2011, кубок Аргентини та став фіналістом Кубка Лібертадорес.
В липні 2012 року на правах вільного агента покинув клуб, а вже через деякий час він перебрався до Італії в клуб «Фіорентина». Відіграв за «фіалок» наступні два сезони своєї ігрової кар'єри, але основним гравцем так і не став, через що сезон 2014/15 років провів на правах оренди в «Дженоа», після чого повернувся до Флоренції.

## Виступи за збірну
15 листопада 2013 року дебютував в офіційних матчах у складі національної збірної Аргентини в товариській грі проти збірної Еквадору (0:0). 
У складі збірної був учасником розіграшу Кубка Америки 2015 року у Чилі, де разом з командою здобув «срібло».
Наразі провів у формі головної команди країни 14 матчів.
| Дата       | Місто               | Господарі | Результат | Гості      | Турнір                       | Голи | Примітки |
| ---------- | ------------------- | --------- | --------- | ---------- | ---------------------------- | ---- | -------- |
| 15-11-2013 | Іст-Резерфорд       | Еквадор   | 0 – 0     | Аргентина  | товариський матч             | -    | 32' 63'  |
| 14-10-2014 | Гонконг             | Гонконг   | 0 – 7     | Аргентина  | товариський матч             | -    | 60'      |
| 18-11-2014 | Манчестер           | Аргентина | 0 – 1     | Португалія | товариський матч             | -    |          |
| 31-03-2015 | Іст-Резерфорд       | Аргентина | 2 – 1     | Еквадор    | товариський матч             | -    |          |
| 06-06-2015 | Сан-Хуан (значення) | Аргентина | 5 – 0     | Болівія    | товариський матч             | -    | 61'      |
| 13-06-2015 | Ла-Серена (Чилі)    | Аргентина | 2 – 2     | Парагвай   | Копа Америка 2015 - 1-й етап | -    | 41'      |
| Усього     |                     | Матчів    | 6         |            | Голів                        | 0    |          |

## Досягнення
- «Бока Хуніорс»
  - Чемпіон Аргентини: 2008 (Апертура), 2011 (Апертура), 2022
  - Кубок Аргентини: 2011/12
  - Володар Суперкубка Аргентини: 2022
  - Володар Рекопи Південної Америки: 2008

- «Естудьянтес»
  - Аргентинська Прикладу: 2010 (Апертура)

- «Валенсія»
  - Володар Кубка Іспанії: 2018/19

- Аргентина
  - Срібний призер Кубка Америки: 2015, 2016